# アルティ (企業)
アルティは、福岡市にあるゲーム制作会社。

## 代表作
- ワールドネバーランド エルネア王国の日々 (Nintendo Switch, iOS, Android)
- ワールドネバーランド 〜ククリア王国物語〜 (SONY PSP)
- ワールドネバーランド 〜ナルル王国物語〜 (SONY PSP)
- サバイバルペンギン (iOS, Android)
- 電卓少女 (iOS, Android)
- 藤堂龍之介探偵日記シリーズ (iOS, Android)
- 刑事J.B.ハロルドの事件簿シリーズ (iOS, DS)